# St. Georg (Thambach)

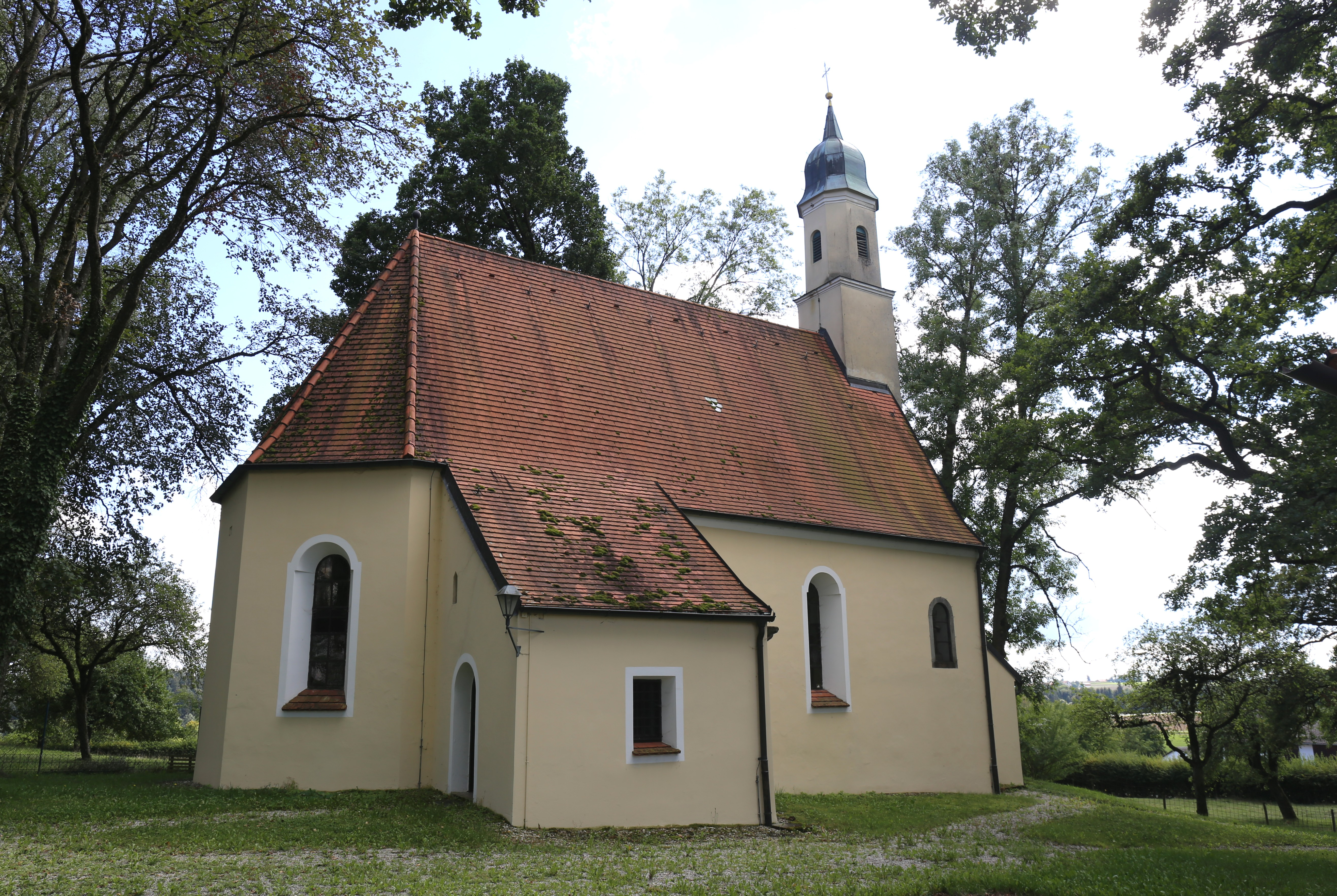
St. Georg in Thambach

Die römisch-katholische Filialkirche St. Georg steht in Thambach, einem Gemeindeteil von Reichertsheim im oberbayerischen Landkreis Mühldorf am Inn. Sie ist in der Liste der Baudenkmäler in Reichertsheim unter der Nr. D-1-83-140-32 eingetragen. Die Kirche gehört zum Dekanat Mühldorf im Erzbistum München und Freising.

## Beschreibung
Die gotische Saalkirche wurde 1486 erbaut und ab 1768 repariert und barock umgestaltet. Sie besteht aus dem Langhaus zu zwei Jochen, dem dreiseitig geschlossenen Chor zu zwei Jochen im Osten, der Sakristei an der Nordwand des Chors und einem Vorbau im Westen. Über dem Giebel des Langhauses im Westen erhebt sich ein quadratischer Dachturm mit Glockenhaube. Im achteckigen Obergeschoss des Turms steht der Glockenstuhl. 
Der Hochaltar wurde um 1730 gebaut. Er wird flankiert von den Skulpturen des Evangelisten Johannes und des Johannes des Täufers.